# Rob Robbers
Robert (Rob) Robbers  (Balikpapan, 3 januari 1950) is een voormalige Nederlandse roeier. Hij nam eenmaal deel aan de Olympische Spelen, maar won bij die gelegenheid geen medaille.
Op de Olympische Spelen van 1980 in Moskou nam Robbers deel aan het roeien op het onderdeel dubbelvier. In de tweede serie van de eliminaties werd de ploeg vijfde in 6.28,25, en in de eerste serie van de herkansing derde in 6.05,19. Vervolgens mocht de Nederlands dubbelvier starten in de kleine finale. Met een tweede plaats in 6.02,28 eindigde ze op een achtste plaats overall.
Robbers was lid van de roeivereniging Die Leythe in Leiden. Later werd hij coach voor junioren. Hij was getrouwd met roeister Jos Compaan en hun kinderen Karien en Freek roeien ook.

## Palmares

### roeien (dubbelvier)
- 1980: 8e OS - 6.02,58

Victor Scheffers · 
Jeroen Vervoort · 
Rob Robbers · 
Ronald Vervoort